# 文奴爾·辛捷士
文奴爾·辛捷士（西班牙語：Manuel Sanchís Hontiyuelo，1965年5月23日—）是西班牙已退役職業足球員，司職清道夫，曾長期效力於西班牙足球甲級聯賽皇家馬德里。

## 榮譽

### 球會
- 西班牙足球甲級聯賽: 1985–86,1986–87, 1987–88, 1988–89, 1989–90, 1994–95, 1996–97, 2000–01
- 西班牙國王盃: 1988–89, 1992–93
- 西班牙聯賽盃: 1984–85
- 西班牙超級盃: 1988, 1989, 1990, 1993, 1997
- 歐洲聯賽冠軍盃: 1997–98, 1999–2000
- 欧足联欧洲联赛: 1984–85, 1985–86
- 洲際盃: 1998
- 伊比利亞杯: 1994
- 歐洲超級盃: 亞軍 1998, 2000

### 國家
- 歐洲U-21足球錦標賽: 1986

### 個人
- <<足球先生>>足球杂志奬項 – 西班牙足球先生: 1989–90

## 外部連結
- Manuel Sanchís在BDFutbol中的档案
- National team data （西班牙文）
- Real Madrid biography
- 文奴爾·辛捷士在 National-Football-Teams.com 上的出场纪录
- Manuel Sanchís – FIFA國際賽競賽紀錄 (存檔)